# Морская полиция: Спецотдел (сезон 9)
Премьера девятого сезона полицейской процессуальной драмы NCIS состоялась 20 сентября 2011 года, в тот же временной промежуток, что и предыдущий сезон.  Финал сезона вышел в эфир 15 мая 2012 года. 
Сезон представляет несколько второстепенных персонажей, в первую очередь доктора Саманту Райан, любовный интерес Гиббса .
К концу сезона NCIS и военно-морской флот оказались под угрозой со стороны нового и опасного врага: ставшего террористом Харпера Диринга, руководителя по страхованию — потерявшего своего сына в пожаре на борту военно-морского корабля и вышедшего на тропу мести против флота. Он также имеет зуб на морскую полицию, так как его сын не был бы на корабле, если бы они не перевели его.
Сумев разжиться мощной взрывчаткой, Диринг учиняет взрывы на кораблях флота. Однако к концу сезона Диринг активизировал свою игру: им был похищен директор Вэнс. Он выкрал директора Вэнса, чтобы заложить бомбу в его машину и взорвать её возле здания NCIS, которых он также считает виновными в смерти сына. Бомба взрывается, что приводит к серьезным повреждениям здания морской полиции, а также многим смертям и ранениям и оставляет неизвестными судьбы Гиббса, Тони, Макги, Эбби, Зивы и Вэнса. Узнав о разрушении, Даки получает сердечный приступ находясь на отдаленном пляже в Майами.

## В ролях
| Имя                    | Исполнитель     | В ролях    | Периодический персонаж |
| ---------------------- | --------------- | ---------- | ---------------------- |
| Лерой Джетро Гиббс     | Марк Хэрмон     | весь сезон | н/д                    |
| Энтони ДиНоззо         | Майкл Уэзерли   | весь сезон | н/д                    |
| Зива Давид             | Коте де Пабло   | весь сезон | н/д                    |
| Тимоти МакГи           | Шон Мюррей      | весь сезон | н/д                    |
| Эбби Шуто              | Поли Перретт    | весь сезон | н/д                    |
| Леон Вэнс              | Роки Кэрролл    | весь сезон | н/д                    |
| Дональд «Даки» Маллард | Дэвид Маккаллум | весь сезон | н/д                    |
| Джимми Палмер          | Брайан Дитцен   | весь сезон | н/д                    |

## Эпизоды
Список эпизодов девятого сезона телевизионной драмы «Морская полиция: Спецотдел» (NCIS), который выходил в эфир в период с 20 сентября 2011 по 15 мая 2012 года.
| № | #  | Название                                              | Режиссёр              | Сценарист                             | Дата показа в США | Зрители США (миллионы) |
| --- | -- | ----------------------------------------------------- | --------------------- | ------------------------------------- | ----------------- | ---------------------- |
| 187 | 1  | «Nature of the Beast» «Природа зверя»                 | Тони Уормби           | Гэри Глэсберг                         | 20 сентября 2011  | 19,96                  |
| Гиббс и Рэйчел Тодд приходят в больницу, где находится Тони. В него стреляли, но пуля попала в бронежилет, и он не помнит событий перестрелки. Гиббс приглашает Рэйчел, чтобы та помогла Тони вспомнить, что случилось на самом деле, и кто был изображен на фотографии. В палате Гиббс говорит Тони, что он застрелил другого агента, но Тони ничего об этом не помнит. Немногим ранее все пытаются выяснить новое назначение Тони, о котором не знает даже Гиббс. |    |                                                       |                       |                                       |                   |                        |
| 188 | 2  | «Restless» «Беспокойный»                              | Джеймс Уитмор-младший | Стивен Байндер                        | 27 сентября 2011  | 19,51                  |
| Собравшиеся на вечеринку по случаю возвращения Томаса Хилла дожидаются его появления. Когда открывается дверь, Томас появляется на пороге, делает несколько шагов и падает на пол мертвым. На следующее утро МакГи приходит в офис и видит, как Зива заворачивает подарок. Она говорит, что решила порадовать Тони, который в последнее время не в духе, и МакГи решил сделать то же самое. |    |                                                       |                       |                                       |                   |                        |
| 189 | 3  | «The Penelope Papers» «Бумаги Пенелопы»               | Арвин Браун           | Николь Миранте-Мэттьюс                | 4 октября 2011    | 19,35                  |
| Мужчина с сотовым телефоном идет по парку, садится на скамейку и продолжает говорить. Из-за дерева высовывается чья-то рука с пистолетом, неизвестный стреляет и убивает мужчину. Тони приходит на работу, планируя вечеринку по случаю дня рождения своего отца — в этом году без стриптизерш. МакГи вспоминает о дне рождения своего отца, и эти воспоминания не самые приятные. Появившийся Гиббс объявляет, что у них новое дело, и агенты отправляются в парк. Даки и Палмер осматривают тело Пола Бута, находят странные ожоги на его пальцах и находят визитку МакГи. |    |                                                       |                       |                                       |                   |                        |
| 190 | 4  | «Enemy on the Hill» «Враг на холме»                   | Деннис Смит           | Джордж Шенк и Фрэнк Кардеа            | 11 октября 2011   | 18,98                  |
| Журналистка берет интервью у какой-то женщины, потом поворачивается к быстро идущему мужчине. Тот ускоряет шаг, выходит на дорогу, и его сбивает машина. Эбби приходит к Гиббсу и говорит, что её выбрали в качестве донора для трансплантации почки. Остальных слегка пугает решение Эбби, так как она готова пожертвовать почку незнакомому человеку. Следом в офис приходит детектив Спортелли, который сообщает Гиббсу об аресте Пола Арлисса. |    |                                                       |                       |                                       |                   |                        |
| 191 | 5  | «Safe Harbor» «Безопасная гавань»                     | Терренс О’Хара        | Рид Штайнер и Кристофер Уэйлд         | 18 октября 2011   | 19,41                  |
| Двое сотрудников береговой охраны поднимаются на борт дрейфующего судна. На первый взгляд, на нём никого нет, но вдруг раздаётся выстрел, и одного из мужчин — Купера — убивают. На следующий день Тони, Зива и МакГи ищут источник отвратительного запаха в офисе. Гиббс работал все выходные, и они решают найти ему подружку. Дело об убийстве Купера получает Эбби Борин, и когда она приходит в офис, Тони предполагает, что Борин может стать подружкой Гиббса. |    |                                                       |                       |                                       |                   |                        |
| 192 | 6  | «Thirst» «Жажда»                                      | Том Райт              | Скотт Уильямс                         | 25 октября 2011   | 19,43                  |
| Водитель грузовика замечает на дороге пешехода, не успевает затормозить и сбивает его. Выйдя из машины, он подходит к сбитому мужчине и видит, как из его рта выливается вода. Следующим утром Зива, Тони и МакГи приходят в офис и пытаются выяснить причину весёлого настроения Даки. Тони думает, что причиной всему Пенелопа, но Зива и МакГи знают, что Даки встречался с женщиной по имени Мэри, с которой познакомился через Интернет. |    |                                                       |                       |                                       |                   |                        |
| 193 | 7  | «Devil’s Triangle» «Треугольник Дьявола»              | Лесли Либман          | Стивен Байндер и Рид Штайнер          | 1 ноября 2011     | 19,71                  |
| Мужчина по имени Виктор останавливается у забегаловки и покупает еду. Жена звонит ему и напоминает о диете, но тот возражает, так как фаст-фуд не убьёт его. Когда он собирается взять покупку, продавец из окошка стреляет и усыпляет Виктора. Тони сидит за столом и считает вытащенные из слива волосы, которых оказалось на десять штук больше обычного. Теперь он боится, что начал лысеть, а Зива отвечает, что Тони хотя бы не седеет. |    |                                                       |                       |                                       |                   |                        |
| 194 | 8  | «Engaged (Part I)» «Вовлеченный. Часть 1»             | Джеймс Уитмор-младший | Джина Лусита Монреаль                 | 8 ноября 2011     | 20,38                  |
| Военный самолёт перевозит шесть накрытых флагами гробов из Афганистана. Один из двигателей загорается, и самолет падает на землю. Гиббсу снится сон, будто бы он в постели с Шеннон, они строят планы на сегодняшний день. Его будит телефонный звонок Вэнса, и вся команда выезжает на место крушения самолёта. По пути МакГи сообщает, что разбился транспортный самолет, перевозивший останки погибших в Афганистане. |    |                                                       |                       |                                       |                   |                        |
| 195 | 9  | «Engaged (Part II)» «Вовлеченный. Часть 2»            | Тони Уормби           | Гэри Глэсберг                         | 15 ноября 2011    | 20,00                  |
| Продолжение предыдущей серии. Берк входит в часовню и видит там Джозефа, который говорит ей, что верит в возвращение Габриэлы. Следом заходит Тони, а в это время Гиббс и Зива летят в самолёте и везут гроб. Двумя сутками раньше они прилетели в Афганистан, где им сообщают, что девочек, которых спасла Габриэла, нашли. |    |                                                       |                       |                                       |                   |                        |
| 196 | 10 | «Sins of the Father» «Грехи отца»                     | Арвин Браун           | Джордж Шенк и Фрэнк Кардеа            | 22 ноября 2011    | 18,50                  |
| Отец Тони обвиняется в убийстве, поэтому Тони отстраняется от расследования. |    |                                                       |                       |                                       |                   |                        |
| 197 | 11 | «Newborn King» «Новорождённый король»                 | Деннис Смит           | Кристофер Уэйлд                       | 13 декабря 2011   | 19,13                  |
| Капитана ВМС убивают в гостиничном номере. NCIS нужно выследить и защитить его очень беременного товарища от неизвестных лиц. Между тем, у Джимми начинаются свои проблемы, когда он приглашает своего будущего тестя на работу. |    |                                                       |                       |                                       |                   |                        |
| 198 | 12 | «Housekeeping» «Уборка»                               | Терренс О’Хара        | Скотт Уильямс                         | 3 января 2012     | 19,81                  |
| Расследование убийства командующего ВМС приводит команду к ЭйДжей Барретт, а также к аресту Стрэттона (настоящее имя Коул). В дополнение к борьбе с горькими чувствами об ЭйДжей, которая оставила его ранее во время засады, Ди Ноззо вынужден противостоять своему отношению к Зиве. |    |                                                       |                       |                                       |                   |                        |
| 199 | 13 | «A Desperate Man» «Отчаянный человек»                 | Лесли Либман          | Николь Миранте-Мэттьюс                | 10 января 2012    | 21,03                  |
| NCIS расследует смерть лейтенанта флота, чьё тело было найдено на строительной площадке. Зива думает о своём будущем и должна принять судьбоносное решение, когда Рэй просит её выйти за него замуж. Но вскоре выясняется, что Рэй является ответственным за убийство потерпевшего, и Зива расстаётся с ним навсегда. |    |                                                       |                       |                                       |                   |                        |
| 200 | 14 | «Life Before His Eyes» «Жизнь перед глазами»          | Тони Уормби           | Гэри Глэсберг                         | 7 февраля 2012    | 20,98                  |
| Во время обычного перерыва на утреннее кофе, Гиббс оказывается один на один с человеком, который целится в него из пистолета. После этого он внезапно обнаруживает себя в спектральной версии закусочной, где видит различных персонажей из прошлого и настоящего, живых и мертвых. |    |                                                       |                       |                                       |                   |                        |
| 201 | 15 | «Secrets» «Тайны»                                     | Лесли Либман          | Стивен Байндер                        | 14 февраля 2012   | 19,59                  |
| Когда капитан военно-морского флота найден мертвым с необычным костюмом под мундиром, Тони должен работать со своей бывшей невестой, чтобы найти убийцу. |    |                                                       |                       |                                       |                   |                        |
| 202 | 16 | «Psych Out» «Нервный срыв»                            | Деннис Смит           | Гэри Глэсберг и Рид Штайнер           | 21 февраля 2012   | 19,29                  |
| Резервист высокого уровня секретности, военно-морского запаса найден мертвым. Расследование предполагает, что возможно, это было самоубийство, но Гиббс копает глубже, чтобы раскрыть правду.Он сталкивается лицом к лицу с доктором Самантой Райан(Джейми Ли Кертис) из отдела Психологических Операций, чтобы раскрыть правду о потенциальных самоубийствах. Между тем, ДиНоззо не согласен с бухгалтерскими учететами, увидев зарплату МакГи. |    |                                                       |                       |                                       |                   |                        |
| 203 | 17 | «Need to Know» «Вам нужно знать»                      | Мишель Макларен       | Джордж Шенк и Фрэнк Кардеа            | 28 февраля 2012   | 18,20                  |
| Сверхсекретное расследование морской исследовательской лаборатории находится под угрозой, когда убийство старшины оказывается связанным с международным торговцем оружия. Между тем, агент на испытательном сроке Нед Дорнегет пытается задобрить Гиббса в надежде присоединиться к его команде. |    |                                                       |                       |                                       |                   |                        |
| 204 | 18 | «The Tell» «Язык тела»                                | Том Райт              | Джина Лусита Монреаль                 | 20 марта 2012     | 19,05                  |
| Гиббс и его команда должны работать вместе с министром военно-морского флота и доктором Самантой Райан, чтобы выяснить, кто является причиной утечки секретной информации. |    |                                                       |                       |                                       |                   |                        |
| 205 | 19 | «The Good Son» «Хороший сын»                          | Терренс О’Хара        | Николь Миранте-Мэтьюс и Скотт Уильямс | 27 марта 2012     | 18,62                  |
| Эпизод сосредоточен вокруг директора Вэнса, и предоставит редкую возможность узнать о личной жизни героя - вместе с добавлением нового члена семьи. Его шурин Майкл становится главным подозреваемым в убийстве, а Гиббс и команда NCIS заняты расследованием убийства старшины. |    |                                                       |                       |                                       |                   |                        |
| 206 | 20 | «The Missionary Position» «Миссионерская позиция»     | Арвин Браун           | Эллисон Эбнер                         | 10 апреля 2012    | 17,66                  |
| После убийства моряка, Тони и Зива вместе со своей давней подругой и наставницей едут в Колумбию для поиска пропавшего лейтенанта морского флота и капеллана. В то же время, Джимми Палмер решает, кто будет его шафером. |    |                                                       |                       |                                       |                   |                        |
| 207 | 21 | «Rekindled» «Возрождённый»                            | Марк Горовиц          | Кристофер Уэйлд и Рид Штайнер         | 17 апреля 2012    | 18,08                  |
| После пожара на складе ВМС обнаружена пропажа документов, представляющих потенциальную угрозу для национальной безопасности, команда NCIS присоединяется к расследованию полиции Балтимора и воссоединяет Тони с мальчиком из своего прошлого - Джейсоном Кингом, которого спас из пожара и теперь он работает следователем по поджогам. |    |                                                       |                       |                                       |                   |                        |
| 208 | 22 | «Playing With Fire» «Игра с огнём»                    | Деннис Смит           | Джордж Шенк и Фрэнк Кардеа            | 1 мая 2012        | 17,58                  |
| Морская полиция расследует пожар на судне военно-морского флота и выявляет факты, из-за которых безопасность на всех объектах ВМС США во всем мире должна быть повышена. Между тем, Тони и Зива отправляются в Италию, где на корабле Военно-Морского Флота обнаружили скрытое взрывное устройство. |    |                                                       |                       |                                       |                   |                        |
| 209 | 23 | «Up in Smoke» «Всё идёт прахом»                       | Джеймс Уитмор-младший | Стивен Байндер                        | 8 мая 2012        | 18,20                  |
| NCIS пытается выследить Харпера Диринга, который стоит за всеми недавними преступлениями, но он всё время находится на шаг впереди. |    |                                                       |                       |                                       |                   |                        |
| 210 | 24 | «Till Death Do Us Part» «Пока смерть не разлучит нас» | Тони Уормби           | Гэри Глэсберг                         | 15 мая 2012       | 19,05                  |
| Харпер Диринг хочет отомстить за смерть своего сына, который служил на флоте. Он выкрал директора Вэнса, чтобы заложить бомбу в его машину и взорвать её возле здания NCIS, которых он считает виновными в его смерти. |    |                                                       |                       |                                       |                   |                        |